# Amphipoea flavostigma
Amphipoea flavostigma är en fjärilsart som beskrevs av Barnes och Benjamin 1924. Amphipoea flavostigma ingår i släktet Amphipoea och familjen nattflyn. Inga underarter finns listade i Catalogue of Life.